# Перотин
Перотин (фр. Pérotin, часто Перотин Великий, лат. Perotinus Magnus) — французский композитор рубежа XII—XIII веков, крупнейший представитель Школы Нотр-Дам.

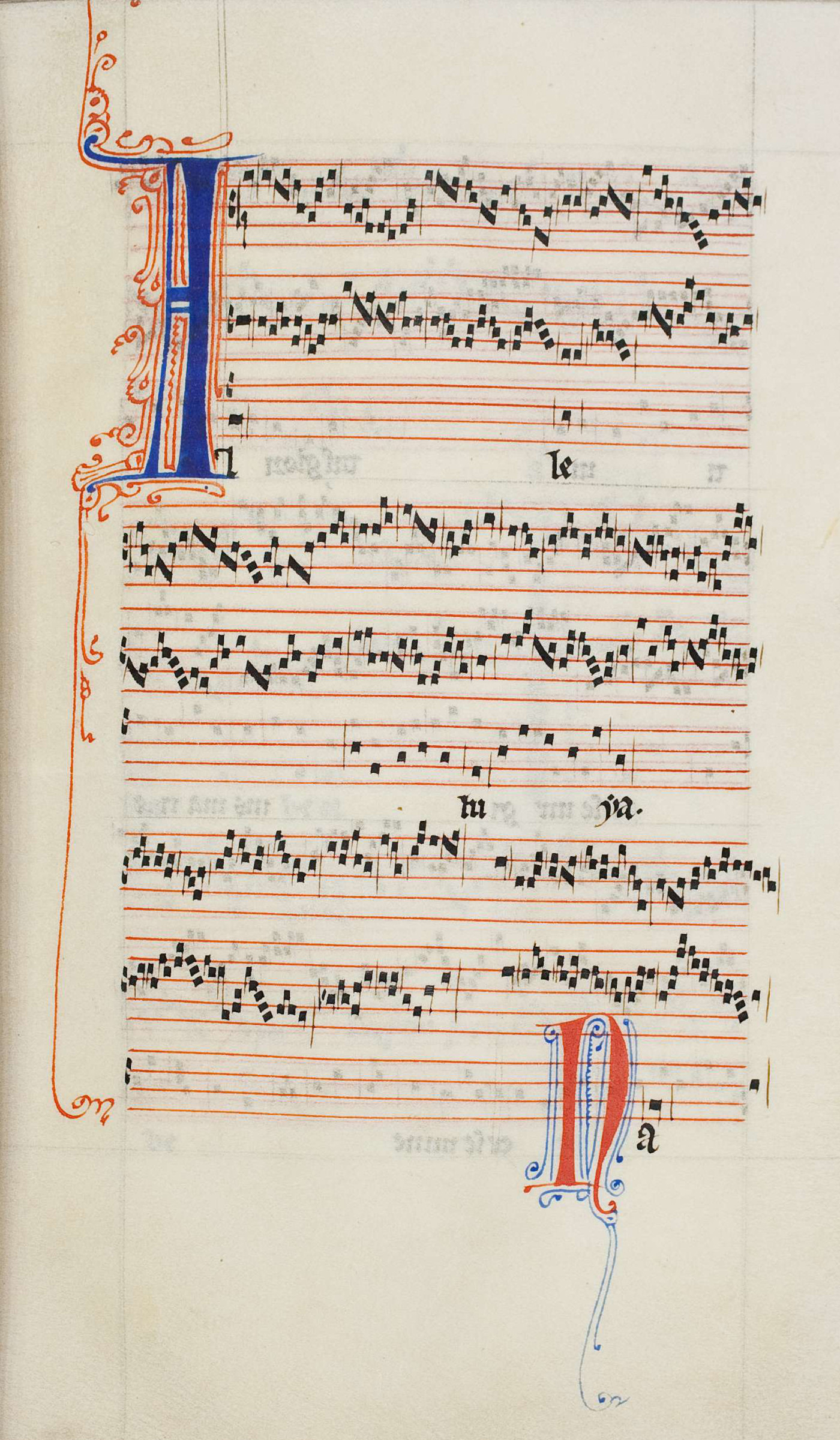
Alleluia nativitas

Руководил хором парижского собора Нотр-Дам и возглавлял сложившуюся вокруг него композиторскую школу. Автор многих органумов, в том числе масштабных четырёхголосных (квадруплей) «Viderunt omnes» и «Sederunt principes».
Перотин развил род многоголосого пения, обогатил фактурно и ритмически многоголосие, писал двух-, трёх- и четырёхголосные сочинения на формальной основе григорианской монодии.
На смену господствовавшему в музыке Леонина двухголосию Перотин ввел в практику 3- и 4-голосные сочинения, отмеченные мелодической красотой и удивительной для того времени колористической яркостью. По выражению видного советского музыковеда К. Розеншильда, «дисканты Перотина — это „поэмы экстаза“ позднего средневековья».
Помимо органумов, Перотину также уверенно приписываются 2 кондукта: одноголосный «Beata viscera» и двухголосный «Dum sigillum summi Patris», а также трёхголосные аллилуйи («Alleluia. Posui adiutorium» и «Alleluia. Nativitas»). Ряд сочинений, сохранившихся анонимно, современные музыковеды приписывают Перотину на основании анализа их стиля и композиционной техники.